# Білодід Ростислав Митрофанович
Білоді́д Ростисла́в Митрофа́нович (нар. 1932, Київ, Українська РСР, СРСР) — український дипломат.

## Біографія
Народився 4 березня 1932 року в Києві.
У 1961 році закінчив Київський державний університет ім. Т.Шевченка.
З 1961 по 1967 — працював в секретаріаті Президії Академії Наук України.
З 1967 по 1972 — співробітник Секретаріату ООН у Нью-Йорку.
З 1972 по 1992 — працював в секретаріаті Президії Академії Наук України.
З 1979 — начальник Управління міжнародних зв'язків
З 1992 по 1994 — радник-посланник, тимчасово Повірений у справах України в Литовській Республіці.
З 1994 по 03.1999 — Надзвичайний і Повноважний Посол України в Литовській Республіці.
З 03.1999 по 04.2003 — Надзвичайний і Повноважний Посол України у В'єтнамі
З 06.2000 по 04.2003 — Надзвичайний і Повноважний Посол України у Камбоджі за сумісництвом
З 06.2000 по 04.2003 — Надзвичайний і Повноважний Посол України у Лаосі за сумісництвом
З 06.2000 по 04.2003 — Надзвичайний і Повноважний Посол України у Малайзії за сумісництвом
З 06.2000 по 04.2003 — Надзвичайний і Повноважний Посол України у М'янма за сумісництвом
З 06.2000 по 04.2003 — Надзвичайний і Повноважний Посол України на Філіппінах за сумісництвом
З 06.2000 по 09.2002 — Надзвичайний і Повноважний Посол України у Сінгапурі за сумісництвом
З 07.07.2000 по 08.07.2002 — Надзвичайний і Повноважний Посол України в Малайзії за сумісництвом
З 07.07.2000 по 08.07.2002 — Надзвичайний і Повноважний Посол України в Брунеї за сумісництвом
З 11.2000 по 09.2002 — Надзвичайний і Повноважний Посол України у Таїланді за сумісництвом
Дипломатичний ранг: Надзвичайний і Повноважний Посол України.